# Titeuf

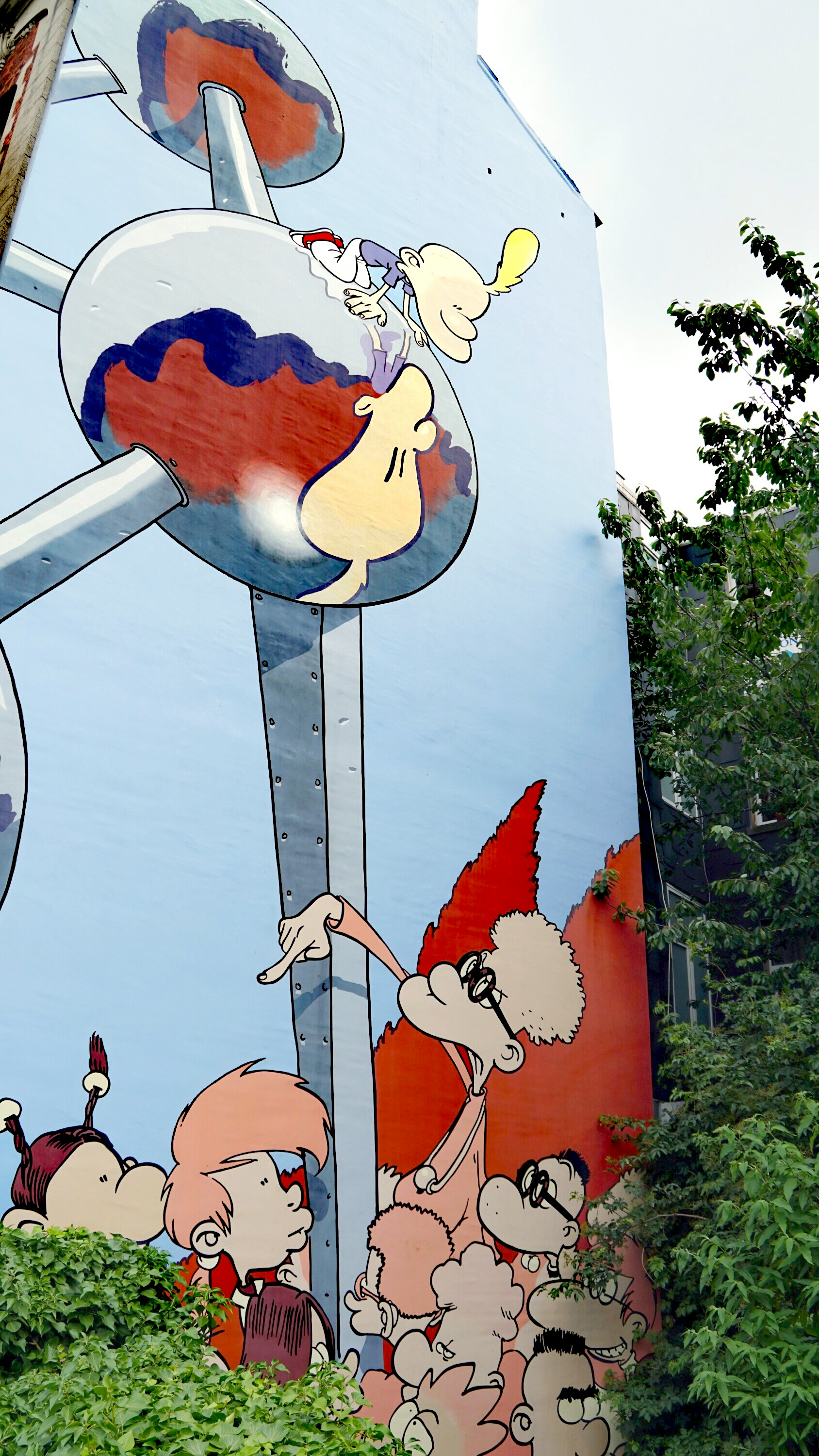
Komiksová postava Titeuf

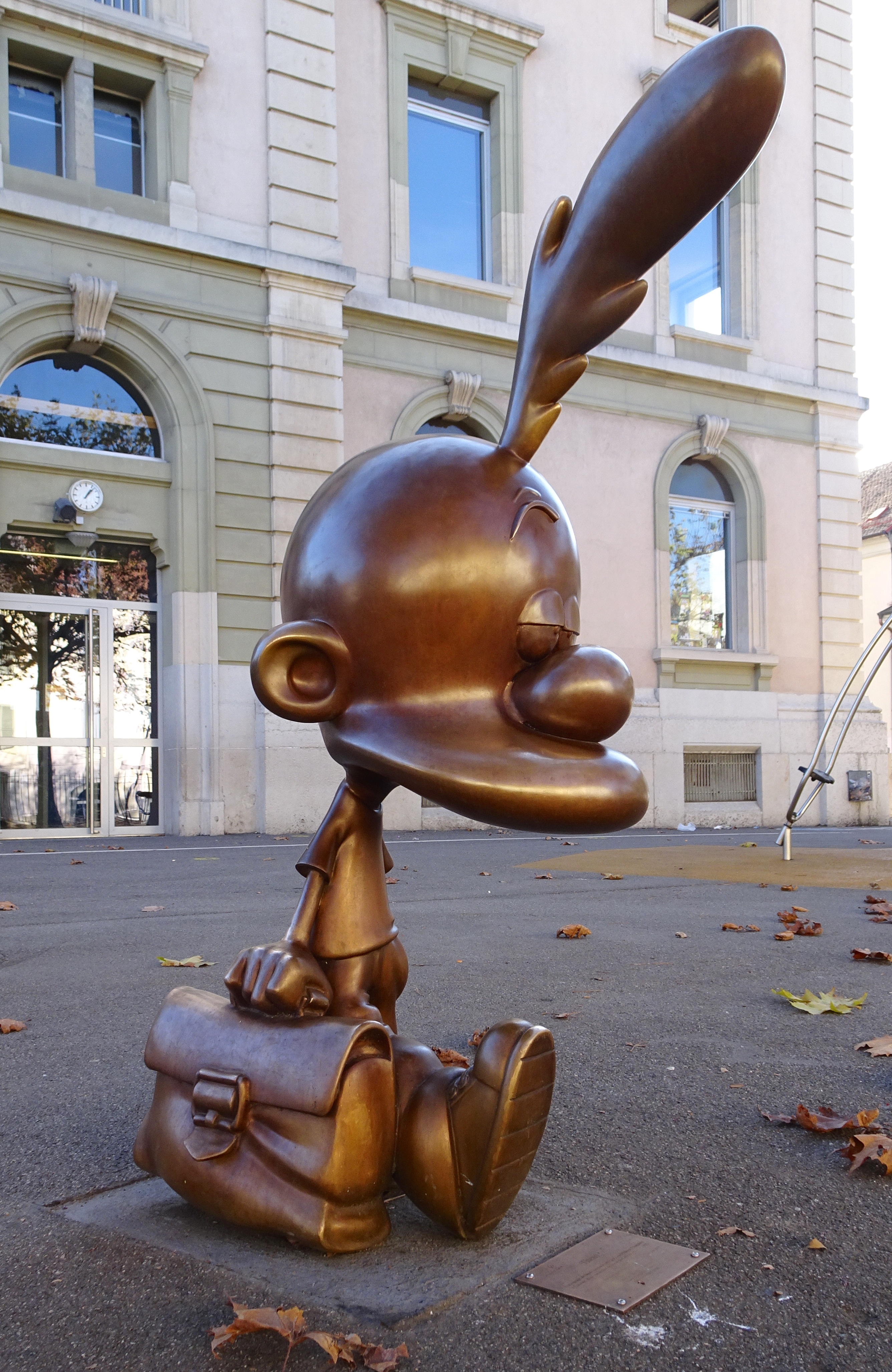
Socha komiksové postavy Titeuf

Titeuf je komiks a komiksová postava švýcarského kreslíře Philippa Chapuise (pseudonym Zep, *15. 12. 1968).

## Filmové adaptace
V letech 2001 až 2016 vznikla série více než 325 desetiminutových animovaných filmů. V roce 2011 vzniknul animovaný film, ve francouzštině nazvaný Titeuf, le film (česky Titeuf).

## Hlavní postavy
Titeuf je osmi- až desetiletý chlapec, jeho charakteristickým znakem je světlá kadeř. Se svými přáteli (Manu, Hugo a François) diskutuje o svých představách světa dospělých a o věcech, jako jsou tajemství svádění. Jeho víceméně tajná láska je dívka Nadia.

## Česká vydání komiksu
- Titeuf to vidí jinak (přeložil Luděk Janda; Mladá fronta 2008)
- Titeufova sexuální výchova (přeložil Luděk Janda; Mladá fronta 2010)
- Titeuf – svět je krutej! (Mladá fronta, 2011; vycházelo v časopise Mateřídouška)
- Titeuf. Vítej v pubertě! (z francouzského originálu Titeuf - bienvenue en adolescence přeložil Luděk Janda; Praha, Mladá fronta, 2017)
- Titeuf. Má mě ráda? (z francouzského originálu Titeuf - À la folie přeložil Luděk Janda; Praha, Mladá fronta, 2017)